# Allan Woodman
Allan Charles "Huck" Woodman (11. března 1899, Winnipeg, Manitoba, Kanada – 17. března 1963, Winnipeg, Manitoba, Kanada) byl kanadský reprezentační hokejový záložník.
S reprezentací Kanady získal jednu zlatou olympijskou medaili (1920).

## Úspěchy
- Allan Cup – 1920
- LOH – 1920